# Antonio Dovalí Jaime
Antonio Dovalí Jaime (Zacatecas, Zacatecas; 3 de octubre de 1905-Ciudad de México, 11 de noviembre de 1981) fue un empresario, ingeniero civil, académico, profesor y funcionario mexicano. Se desempeñó como director general de Petróleos Mexicanos de 1970 a 1976 durante la presidencia de Luis Echeverría Álvarez.

## Biografía
Nació el 3 de octubre de 1905 en Zacatecas.
Cursó su preparatoria en la Escuela Nacional Preparatoria entre 1920 y 1923. Estudió Ingeniería Civil entre 1924 y 1930 en la Escuela Nacional de Ingenieros (hoy Facultad de Ingeniería de la UNAM).
Fue profesor en su alma mater por más de tres décadas, iniciando en 1937, impartiendo clases sobre materiales, puentes y estructuras metálicas y de madera. También fue profesor el Heroico Colegio Militar sobre ingeniería civil.
Entre 1959 y 1966 fue director de la Facultad de Ingeniería de la UNAM ocupando, por consiguiente, de la publicación de la revista Ingeniería. Durante el tiempo que ocupó el cargo fundó la Asociación Nacional de Facultades y Escuelas de Ingeniería y, junto a otros miembros, la Sociedad de exalumnos de la Facultad de Ingeniería.
Trabajó en la Comisión Nacional de Caminos y en Ferrocarriles Nacionales.
En 1941 fue nombrado subdirector de la empresa Construcción de Ferrocarriles de la Secretaría de Caminos y Puentes y en 1943 ocupó la dirección de la empresa. Durante su administración se concluyó el ferrocarril Sonora-Baja California y se realizaron diversos puentes del Ferrocarril Chihuahua al Pacífico (hoy Tren Chepe).
Entre 1949 y 1952 fue subsecretario de Obras públicas. Durante su gestión se desarrolló la carretera México-Cuernavaca y se concluyó la terminal de pasajeros y las vías principales del Aeropuerto Internacional de la Ciudad de México.
Fue miembro de la Junta de Gobierno de la UNAM entre 1966 y 1975 presidiéndola por tres ocasiones. Además fue nombrado profesor emérito de la Facultad de Ingeniería el 2 de marzo de 1977.

## Legado y honores
En su honor se han nombrado el Puente Ing. Antonio Dovalí Jaime, la Refinería Ing. Antonio Dovalí Jaime y la Biblioteca Ing. Antonio Dovalí Jaime de la Facultad de Ingeniería de la UNAM.